# La Chapelle-Viel
La Chapelle-Viel – miejscowość i gmina we Francji, w regionie Normandia, w departamencie Orne.
Według danych na rok 1990 gminę zamieszkiwały 213 osoby, a gęstość zaludnienia wynosiła 18 osób/km² (wśród 1815 gmin Dolnej Normandii Chapelle-Viel plasuje się na 673. miejscu pod względem liczby ludności, natomiast pod względem powierzchni na miejscu 398.).